# بي ياو

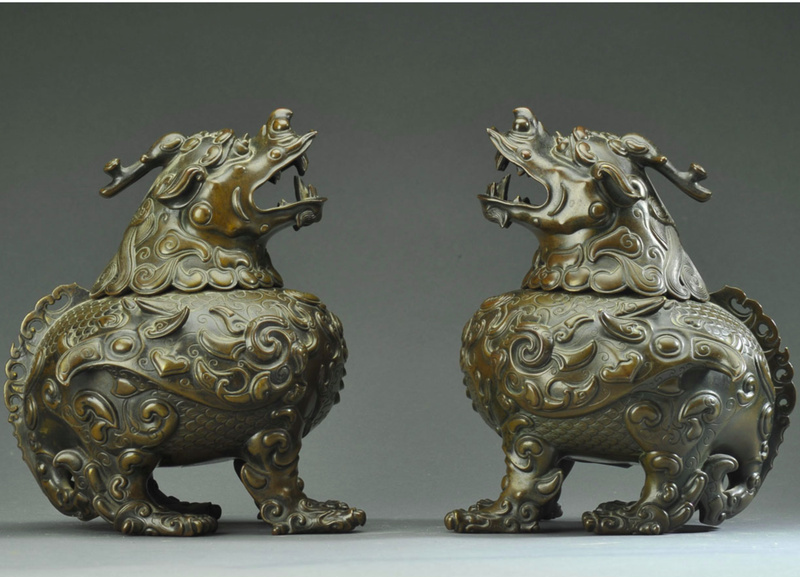
بي ياو.

بي ياو أو بيكسيو، هو وحش صيني مجنح قوي، وظيفته حماية كل من يمارس فينج شوي.